# Thijmen Peters
Thijmen Peters (Breda, 21 december 2001) is een Nederlands honkballer die zowel uitkomt als buitenvelder en binnenvelder.

## Biografie
Peters groeide op in Breda. Zijn vader Alex Peters was in de jaren negentig ook al uitgekomen op het hoogste niveau bij de Oosterhout Twins als catcher. Als kind ging hij daar ook spelen onder meer met zijn eigen vader als jeugdcoach. Later speelde hij in de regionale jeugdselectie Bixie Baseball en studeerde en honkbalde een jaar lang in Amerika in 2020 in het team van het Indian Hills Junior College. Sinds 2023 komt hij uit in de hoofdmacht van de Twins als buitenvelder en infielder. In het seizoen 2024 was hij de speler in de hoofklasse die er in slaagde het meest op de honken te komen met een OBP (on base percentage) van .508. Peters is in het dagelijks leven HBO-student marketing aan de Avans Hogeschool.